# Valjeviken
Valjeviken är en bebyggelse i västra delen av tätorten Sölvesborg i Sölvesborgs kommun i Blekinge län, belägen vid Sölvesborgsviken. Valjeviken utgjorde före 2010 en fristående tätort som växt samman med tätorten Sölvesborg från 2010.

## Befolkningsutveckling
| Befolkningsutvecklingen i Valjeviken 2005–2005                  | Befolkningsutvecklingen i Valjeviken 2005–2005 | Befolkningsutvecklingen i Valjeviken 2005–2005 | Befolkningsutvecklingen i Valjeviken 2005–2005 | Befolkningsutvecklingen i Valjeviken 2005–2005 |
| --------------------------------------------------------------- | ---------------------------------------------- | ---------------------------------------------- | ---------------------------------------------- | ---------------------------------------------- |
|                                                                 |                                                |                                                |                                                |                                                |
| År                                                              |                                                |                                                | Folkmängd                                      | Areal (ha)                                     |
| 2005                                                            | 2005                                           |                                                | 211                                            | 12                                             |
| Anm.: Ny tätort 2005. Sammanvuxen med tätorten Sölvesborg 2010. |                                                |                                                |                                                |                                                |